# Gare de Béna-Fanès
La gare de Béna-Fanès est une gare ferroviaire française de la ligne de Cerdagne (voie métrique), située sur le territoire de la commune d'Enveitg, dans le département des Pyrénées-Orientales en région Occitanie.
C'est une halte voyageurs de la Société nationale des chemins de fer français (SNCF) desservie par le Train Jaune, train TER Occitanie spécifique pour la ligne de Cerdagne.

## Situation ferroviaire
Établie à 1 227 mètres d'altitude, la gare de Béna-Fanès est située au point kilométrique (PK) 61,348 de la ligne de Cerdagne (voie métrique), entre les gares d'Ur-Les Escaldes et de Latour-de-Carol - Enveitg.

## Service des voyageurs

### Accueil
Halte SNCF, c'est un point d'arrêt (à la demande) non géré (PANG) à entrée libre.

### Desserte
Béna-Fanès est desservie par des trains TER Occitanie (Train Jaune), qui effectuent des missions entre les gares de Villefranche - Vernet-les-Bains et de Latour-de-Carol - Enveitg.

### Fréquentation[3]
| 2024 | 2023 | 2022 | 2021 | 2020 | 2019 | 2018 | 2017 | 2016 | 2015 |
| ---- | ---- | ---- | ---- | ---- | ---- | ---- | ---- | ---- | ---- |
| 116  | 65   | 86   | 46   | 23   | 78   | 33   | 4    | 10   | 2    |

### Intermodalité
Le stationnement des véhicules est possible à proximité.